# James Allen (explorateur)
Pour les articles homonymes, voir James Allen.
James Allen, né le 15 février 1806 dans l'Ohio et mort le 23 août 1846 à Fort Leavenworth, est un officier et explorateur américain.
Officier de l'armée américaine, il organise le bataillon mormon et commande le fort Des Moines (1843–1846), le fort à partir duquel la ville de Des Moines s'est développée. Il est également chargé des améliorations du port de Chicago ainsi que de la production de cartes de la frontière américaine.

## Biographie
Diplômé de West Point en 1829, il accompagne en 1832 Henry Schoolcraft lors d'une expédition vers les sources du Mississippi. Allen découvre alors le lac Itasca, ce qui le conduit à produire la première carte précise montrant les lacs et les ruisseaux des sources. En 1833, il est affecté au premier régiment de dragons, où il sert comme ingénieur dans l'exploration du pays indien du Sud-Ouest.
Allen supervise les améliorations du port de Chicago en 1834. En 1842, il est transféré dans l'Iowa où il prend en charge l'agence Sauk et Fox de Fort Sanford puis Fort Des Moines no 2. Après l'abandon de Fort Des Moines no 2 en 1846, le site devient le noyau de ce qui est de nos jours la ville de Des Moines.
Envoyé à Mt. Pisgah (Iowa) dans un camp de saints des derniers jours sans abri qui avaient été chassés de chez eux par des foules anti-mormones, pour recruter un bataillon de 500 hommes pour combattre dans la guerre américano-mexicaine, il reçoit au départ une forte méfiance des mormons, mais après avoir rencontré le chef mormon Brigham Young, ce dernier approuve pleinement le plan.
Allen sert comme commandant (avec le grade intérimaire de lieutenant-colonel) du bataillon du 16 juillet 1846 jusqu'à sa mort le 23 août 1846. Il est le premier officier enterré au cimetière national de fort Leavenworth.
Son journal (Journal of Lieutenant James Allen) est publié dans le récit de Schoolcraft, Schoolcraft's Expedition to Lake Itasca en 1832.

## Hommage
- Allens Bay (en) (Lac Cass) a été nommée en son honneur[8].